# Acrodactyla aequaria
Acrodactyla aequaria är en stekelart som beskrevs av Setsuya Momoi 1966. Acrodactyla aequaria ingår i släktet Acrodactyla och familjen brokparasitsteklar. Inga underarter finns listade i Catalogue of Life.